# Polskie tabulatury organowe
Tabulatury organowe w Polsce są jednymi z najważniejszych przykładów takiego rodzaju muzyki organowej na świecie. Pomiędzy 1420 i 1700 na terenie Polski powstało co najmniej 20 tabulatur. Pierwsza, która zachowała się w postaci kompletnej, to tabulatura Jana z Lublina, jedna z najstarszych i największych na świecie. 
Najważniejsze wśród polskich tabulatur organowych (w kolejności chronologicznej): 

## Średniowiecze
- Tabulatura organowa z klasztoru augustianów w Żaganiu (Sagan) na Śląsku (ok. 1425 lub 1423–33). 
Jest jednym z najwcześniejszych źródeł muzyki na instrument klawiszowy, który wyprzedzają zaledwie dwa zabytkowe źródła: Kodeks z Robertsbridge(inne języki) (ok. 1360–65) i Kodeks Faenza(inne języki) (ok. 1400–1420). Zawiera trzy wersy anonimowego Gloria. Instrument, na którym te utwory były wykonywane, musiał posiadać co najmniej dwie klawiatury: Blockwerk i Burdon (o tym więcej po niemiecku(inne języki)).
- fragment fundamentum organowego z Wrocławia (ok. 1430–40)
Zawiera jedną z najwcześniejszych na świecie wskazówek dot. stosowania pedału organowego, a mianowicie Fundamentum bonum pedaliter in c d a.
- Tabulatura Wrocławska, "pierwsza" (ok. 1450). 
Pochodzi z klasztoru wrocławskich dominikanów. Zachowała się fragmentarycznie, zawiera m.in. opracowania pieśni i 27 kadencji 2- i 3- głosowych (tzw. clausule).

## Renesans
- Tabulatura organowa z Bazilika Bożego Ciała w Krakowie (ok. 1517. W posiadaniu Andrzeja, organisty kościoła Bożego Ciała w Kazimierzu, znajdowała się tabulatura, którą po jego śmierci w 1517 r. przejął Augustyn z Kazimierza [Źródło: AKM, Off. 41, s. 360; wiadomość tę wprowadził do literatury ks. prof. Kazimierz Łatak (op. cit., s. 272)]
- Tabulatura organowa z klasztoru augustianów w Krakowie (ok. 1520–1528), zwana Tabulaturą na desce. 
Ma ogromne znaczenie, jeżeli chodzi o kulturę muzyczną augustianów krakowskich, o której wiadomości są szczątkowe. Deska (będąca pulpitem organowym) posłużyła jako usztywnienie okładki XVI-wiecznego mszału.
- Lwowska tabulatura organowa skryptora Łukasza (ok. 1520–30). 
Tabulatura pochodzi z klasztoru Dominikanów we Lwowie. Na osobę skryptora tabulatury, Łukasza, wskazuje napis: Et valde mane una sabbatorum / Finis p[er] me Luca[m] (ukończone przeze mnie, Łukasza). Tabulatura zawiera utwory m.in. Heinricha Fincka. Spotykana nieraz informacja (m.in. Katarzyna Morawska, Renesans...), jakoby owa tabulatura pochodziła z klasztoru augustianów we Lwowie, jest nieprawdziwa. NB. Lwowskiej tabulatury organowej nie należy mylić z tzw. Tabulaturą organową Marcina ze Lwowa (Leopolity), czyli Łowicką tabulaturą organową, por. niżej.
- Tabulatura Jana z Lublina (1537–1548)
Jedna z największych tabulatur organowych w historii muzyki. Powstała w klasztorze w Kraśniku, lecz prawdopodobnie miała zastosowanie w środowisku krakowskim. Razem z krakowską tabulaturą z Kościoła św. Ducha jedyne źródło kompozycji Mikołaja z Krakowa oraz (być może identycznych z nim) monogramistów N.Z. oraz N.Z.Cracoviensis.
- Krakowska tabulatura z klasztoru Św. Ducha (ok. 1548). 
Wykazuje tematyczne, muzyczne, regionalne i skryptorskie podobieństwo z tabulaturą Jana z Lublina.  Razem z tabulaturą Jana z Lublina jedyne źródło kompozycji Mikołaja z Krakowa oraz (być może identycznych z nim) monogramistów N.Z. oraz N.Z.Cracoviensis.
- Wrocławska tabulatura, "druga" (ok. 1573)
Tabulatura zaginiona. Zawierała m.in. transkrypcję organową motetu Resurgente Christo Domino Marcina Leopolity, którego kopia się zachowała.
- Tabulatura Łowicka (ok. 1580)
Dawniej znana jako Tabulatura Marcina Leopolity lub Tabulatura Warszawskiego Towarzystwa Muzycznego. Pochodzi z Kapituły katedralnej w Łowiczu. Zawierała m.in. transkrypcję organową motetu Spiritus Domini Leopolity oraz utwory Krzysztofa Klabona, Marcina Warteckiego (Marcina z Warty), Jakuba Sowy; zaginiona, zachowała się kopia mikrofilmowa.
- Tabulatura tzw. Zamkowa, prawdopodobnie część tabulatury Łowickiej (ok. 1590)
Zaginiona; zawierała m.in. transkrypcje organowe motetów Cibavit eos oraz Mihi autem Marcina Leopolity i motetu Nunc scio vere Wacława z Szamotuł (zachowała się kopia mikrofilmowa).
- Gdańska tabulatura organowa (1591)
Jej przynależność do polskiej kultury muzycznej wzbudza wątpliwości. Prawdopodobnie jej autorem był organista Cajus Schmiedtlein (ok. 1566–1611).
- Ryska tabulatura organowa, "pierwsza" (koniec XVI w.)
Pochodzi z byłych Inflant, z kolegium jezuitów w Rydze (istniało w latach 1582–1621; zostało rozgrabione przez Szwedów). Aktualnie przechowywana w Uppsali w Szwecji. Zawiera m.in. Mihi autem - introit Marcina Leopolity.
- Tabulatura Toruńska  (Johannesa Fischera z Morąga) (1591–1604).
Oryginalna jej nazwa: Ex libris Johannis Fischeri Borussi Morungensis. Liber Secundus. Kunstlich Tablatur Buch (zachowała się jedynie księga druga). Johann Fischer był nie tylko skryptorem, lecz również i autorem wielu utworów, zamieszczonych w tabulaturze.
- Żmudzka tabulatura z Kroż (również znana jako Tabulatura Adama z Wągrowca) (ok. 1618). 
Twórczość Adama z Wągrowca w znacznym stopniu należy do wczesnego baroku. Sama tabulatura pochodzi ze zbiorów kolegium jezuickiego.
- Tabulatura oliwska, tzw. Pierwsza (1619)
Na Litwie i w szeregu opracowań funkcjonuje pod nazwą Tabulatury z Brunsbergi - "Braniewskiej". Dopuszczalna jej nazwa to oliwsko-braniewska.
Zawiera m.in. wszystkie znane dzisiaj utwory Petrusa de Drusina (Piotra Drusińskiego; Piotra z Drużna).
- Ryska tabulatura organowa, "druga" (1620)
Pochodzi z byłych Inflant, z kolegium jezuitów w Rydze (istniało w latach 1582–1621; zostało rozgrabione przez Szwedów). Aktualnie przechowywana w Uppsali w Szwecji. Zawiera utwory Jana Branta (1554–1602), m.in. Jesu dulcis memoria i Coelestes merces.

## Barok
- Tabulatura pelplińska (1620–80). 
Należy do muzykaliów opactwa cystersów w Pelplinie. Zawiera w sobie utwory tak barokowe, jak i renesansowe - chóralne, na zespół instrumentalny, organowe, w tym do użytku w kościele ewangelickim.
- Tabulatura wileńska(ok. 1626)
Również znana jako Album Sapiehy; należy do zbiorów wileńskich bernardynów (Kościół św. Franciszka i św. Bernarda).
- Tabulatura ostromeczewska  (ok. 1640)
Pochodzi prawdopodobnie z Ostromeczewa na Białorusi; jest jednym z zaledwie kilku zabytków organowych z terenu Białorusi, jak również całego Wielkiego Księstwa Litewskiego. Drugim możliwym miejscem pochodzenia jest Połock. Pewnym jest, iż została użyta jako usztywnienie okładki unickiego mszału z cerkwi w Ostromeczewie. Owa tabulatura jest również znana jako Zeszyt Połocki lub Silva rerum; jest niemalże jedynym znanym dzisiaj pomnikiem instrumentalnej muzyki obrządku unickiego (greckokatolickiego), zawiera m.in. jedyny znany dziś utwór Piotra Żelechowskiego - Fantasio del sol primo tono.
- Tabulatura Warszawska (ok. 1680)
Miejsce pochodzenia tabulatury - prawdopodobnie północne Mazowsze, okolice Ostrołęki. Do wybuchu II wojny światowej była przechowywana w Bibliotece Narodowej w Warszawie, uległa zniszczeniu w czasie Powstania Warszawskiego[1].

NB. Na liście obecne są również zabytki kultury muzycznej Śląska, których przynależność (terytorialna i kulturowa) do muzyki polskiej może być dyskusyjna.